# Хермансбург
Хермансбург (нем. Hermannsburg, в русских текстах также встречается как Германсбург) — коммуна в Германии, в земле Нижняя Саксония.
Входит в состав района Целле. Население составляет 8172 человека (на 31 декабря 2010 года). Занимает площадь 118,63 км².
Община подразделяется на 6 сельских округов.
| Год  | Население |
| ---- | --------- |
| 1990 | 7932      |
| 1995 | 8374      |
| 2000 | 8499      |
| 2005 | 8532      |
| 2010 | 8165      |

## Города-побратимы
- Отрив (Франция)